# Лёгкая дивизия (Великобритания)
Лёгкая дивизия (англ. Light Division) — дивизия лёгкой пехоты британской армии. Её истоки лежат в «Лёгких ротах» конца XVIII века, предназначенных для быстрого передвижения по пересечённой местности и огневой поддержке основных сил. Эти подразделения использовали преимущества новых на тот момент технологий, таких, как винтовки, которые позволяли им проявлять своё стрелковое мастерство. Они были предназначены в первую очередь для нанесения урона неприятелю в ходе перестрелок до столкновения основных сил.
Созданная в 1803 году, во время наполеоновских войн, Лёгкая дивизия после этого трижды воссоздавалась заново: во время Крымской войны, в Первую мировую войну и с 1968 по 2007 год. Некоторые подразделения лёгкой пехоты не входили в Лёгкую дивизию.

## Создание Лёгкой дивизии
Первый «стрелковый батальон» британской армии был сформирован из солдат 60-го пехотного полка в 1797-99 гг. Командовать им было поручено Фрэнсису де Роттенбургу, который имел большой опыт работы с лёгкой пехотой. Хотя 60-й полк официально не стал частью Лёгкой дивизии, вместе с Роттенбургом они сильно повлияли на доктрину британской армии относительно лёгкой пехоты, вооружённой винтовками.
В 1800 году полковник Кут Мэннингем и подполковник Уильям Стюарт создали «Экспериментальный стрелковый корпус», набранный из офицеров и военнослужащих других званий различных британских полков. Корпус несколько отличался от линейной пехоты британской армии. Основное отличие было в том, что его солдаты были вооружены грозной винтовкой Бейкера, которая была точнее и дальнобойнее мушкета, хотя её было дольше заряжать. Поскольку винтовка была короче мушкета, она выпускалась с 21-дюймовым штыком-тесаком. Стрелки носили тёмно-зеленые куртки, а не ярко-красные пальто английских пехотных полков того времени; брюки, а не штаны; черные кожаные ремни, а не белые; зелёный плюмаж на кивере. Их обучали воевать в одиночку или парами, в рассыпном строю, и принимать самостоятельные решения.

## Наполеоновские войны
Через четыре месяца после формирования стрелковый корпус был признан готовым к первой операции. 25 августа 1800 года три роты под командованием подполковника Уильяма Стюарта возглавили высадку десанта британцев в Ферроле, Испания, где они помогли выбить испанских защитников с занятых ими высот. Однако экспедиция потерпела поражение и была отозвана на следующий день. В 1801 году солдаты одной роты дивизии под командованием капитана Сидни Беквита служили стрелками на кораблях Королевского флота в Копенгагенском сражении. Во время сражения стрелковый корпус потерял одного лейтенанта, ставшего его первым погибшим офицером, и двух солдат других рангов; шестеро были ранены, некоторые из них погибли позже. (В 1847 году Адмиралтейство учредило Общевойсковую военно-морскую медаль с металлической накладкой «Копенгаген 1801», которую присуждали выжившим ветеранам, в том числе членам стрелкового корпуса.)
В январе 1803 года корпус стал штатным регулярным полком и был переименован в 95-й пехотный (стрелковый) полк.
17 июля 1803 года был создан неофициальный «Корпус лёгкой пехоты» путем объединения:
- 43-го (Монмутширского лёгкий пехотного) полка,
- 52-й (Оксфордширского) пехотного полка (лёгкая пехота), и
- 95-го полка[2].

(Название «Лёгкая дивизия» появилось только через несколько лет.)
Генерал сэр Джон Мур закончил обучение 43-го, 52-го и 95-го полков в сентябре 1805 года.
Поскольку три стрелковых батальона 60-го полка уже носили зелёную одежду и чёрную кожаную экипировку, типичные для континентальной лёгкой пехоты, 95-й стрелковый полк использовал ту же форму, что и 60-й. Но, несмотря на все усилия Мура, другим лёгким пехотным полкам было приказано соблюдать правила для лёгких рот линейных полков и продолжать носить красные камзолы.
Вооруженных винтовкой Бейкера и одетых в тёмно-зеленые мундиры стрелков было трудно заметить, и они занимались тем, что стреляли по вражеским офицерам, сержантам и любым другим командирам противника. Меткий выстрел может легко убить вражеского командира, что снизит боевой дух его подчинённых. Винтовка Бейкера имела гораздо бо́льшую точность и дальность стрельбы, чем стандартные мушкеты того времени, и использующие их стрелки считались снайперами, которые жертвовали разрушительной огневой мощью в пользу точности и дальности.
В 1807 году официально нейтральная Дания была заподозрена британцами в намерении вступить в союз с Францией. Корпус лёгкой пехоты (43-й, 52-й и 95-й полки) во главе с сэром Артуром Уэлсли, будущим герцогом Веллингтоном, был среди войск, победивших датчан в битве при Кёге и во второй битве при Копенгагене, а вместе с этим и весь датский флот.
Корпус лёгкой пехоты под командованием Мура отплыл в Испанию для участия в войне, которая позже станет известной как Пиренейская война. Эта кампания ярко продемонстрировала всю ценность лёгкой пехоты, вооруженной винтовками.
В течение мая 1808 года Роттенбургом в Ирландии были обучены ещё четыре батальона. Позже Роттенбург вернулся в Англию, и в казармах в Брабдурн-Лис в Эшфорде переобучил 68-й, 85-й и 71-й полки в качестве лёгкой пехоты, чтобы удовлетворить растущие потребности в таких войсках на Пиренеях.
Во время Пиренейской войны 1808—1809 гг. к 95-му полку были присоединены роты касадоров португальской армии.

### Битва при Ла-Корунье
В битве при Ла-Корунье (16 января 1809 года) 16 тыс. французов под командованием маршала Сульта атаковали 16 тыс. эвакуирующихся британцев под командованием генерала сэра Джона Мура. Мур надеялся отвлечь французскую армию от Португалии, чтобы успеть прислать подкрепление небольшой британской армии в этой стране, и переформировать испанскую армию. Мур был вынужден отступить. Отступление, проходившее во время суровой зимы и под постоянным давлением противника, стало тяжёлым испытанием для его людей. Изнурительные марши, холодная погода и частые стычки с преследующими французскими подразделениями привели к тому, что многие заболели или были истощены, или пристрастились к алкоголю и были постоянно настолько пьяными, что их пришлось оставить позади. Лёгкая дивизия (тогда ещё Лёгкая бригада) была одной из немногих частей, которые сохранили дисциплину и вместе с частями британской кавалерии вели арьергардные сражения против французов. Затем бригада сражалась в Корунье, где французы были отбиты. После этого она был отправлена в Виго для посадки на корабли.

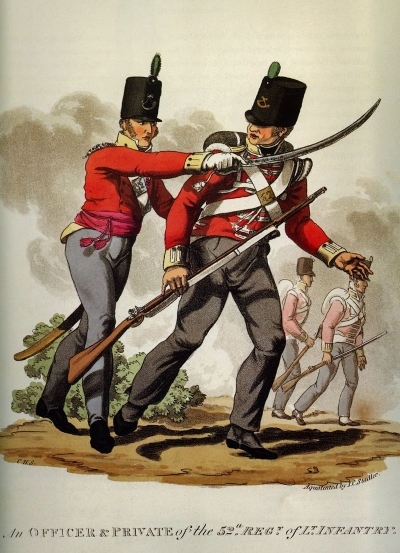
52-й пехотный полк (Великобритания), начало 1800-х годов

Томас Планкет был стрелком 95-го стрелкового полка. Во время отступления Планкет застрелил бригадного генерала Огюста Франсуа-Мари Кольбер-Шабане на расстоянии от 200 до 600 метров из винтовки Бейкера. Для выстрела Планкет подбежал к врагу, и, прежде чем вернуться, перезарядил винтовку и застрелил адъютанта, который бросился на помощь павшему генералу. Второй выстрел показал, что первый не был случайностью; этих выстрелов оказалось достаточно, чтобы привести надвигающихся французских солдат в замешательство. Выстрелы с такого достаточно большого расстояния произвели должное впечатление на других солдат 95-го стрелкового полка, чья стрельба (из винтовки Бейкера) была намного точнее, чем у обычного британского солдата, который был обучен стрелять из мушкета Brown Bess в тело на расстоянии 50 метров залповым огнем.

### Битва при Талавере
Во время переформирования в Англии после эвакуации из Корунны бригадному генералу Роберту Кроуфорду было приказано отправиться со своей бригадой, теперь состоящей из 1-го батальона 43-го полка, 1-го батальона 52-го полка и 1-го батальона 95-го полка, обратно на Пиренейский полуостров. Бригада высадилась в Лиссабоне 2 июля 1809 года и предприняла несколько изнурительных маршей во время июльской жары, чтобы присоединиться к армии Артура Уэлсли, 1-го герцога Веллингтона. Уэлсли успел выиграть эту битву, пока Лёгкая бригада всё ещё была в дороге, хотя она и спешила изо всех сил, делая в среднем по 50 км в день. В их отсутствие стрелки 60-го пехотного безукоризненно выполнили свою задачу, став одним из немногих полков, отдельно упомянутых в послании Уэлсли британскому правительству. Во время последующих реорганизаций Кроуфорд получил командование 3-й дивизией, чей предыдущий командир генерал-майор Маккензи был убит в Талавере. С последующим добавлением отряда капитана Хью Росса из Королевской конной артиллерии, 1-го эскадрона гусаров КГЛ и 3-го португальского батальона касадоров (под командованием подполковника Джорджа Элдера) его дивизия превратилась в Лёгкую дивизию. Кроуфорд также написал первый «Регламент Лёгкой дивизии», являющийся учебным пособием и справочником.

### Битва у реки Коа
Действия Кроуфорда на Коа и Агеде в 1810 году граничили с опрометчивостью; втягивание французских войск в то, что превратилось в битву при Коа (24 июля 1810 года), в частности, стало редкой для него ошибкой, которая едва не привела к его отстранению от должности. Хотя Веллингтон осудил его за такое поведение, он в то же время увеличил подразделение Кроуфорда до полноценной дивизии, добавив к нему два отборных полка португальских касадоров, Каштановый отряд (конная артиллерийская батарея), Королевскую конную артиллерию (RHA) и части 14-го и 16-го лёгких драгунских полков.

### Битва при Бусаку
Сражение при Бусаку (27 сентября 1810 года) было выигранным союзниками оборонительным сражением, которое позволило Веллингтону возобновить отступление его армии к линиям Торрес-Ведрас. Он достиг их 10 октября. Считая линии слишком сильно защищёнными для атаки, французы ушли на зимние квартиры. Лишённые пищи и изматываемые постоянными мелкими стычками с британцами, французы потеряли 25 тыс. человек пленными и умершими от голода или болезней, прежде чем в начале 1811 года они отступили в Испанию. Португалию была освобождена от французской оккупации, за исключением находящейся недалеко от границы Алмейды. Во время отступления также произошла битва при Сабугале.

### Битва при Сабугале
Во время битвы при Сабугале (3 апреля 1811 года) заболевший Кроуфорд был дома в Англии, поэтому дивизия находилась под командованием генерал-майора Уильяма Эрскина. План союзников заключался в том, что Лёгкая дивизия и две кавалерийские бригады должны были окружить оголённый левый фланг французов, пока остальные четыре дивизии атаковали их с фронта. В день битвы был сильный туман, и остальные командиры решили подождать, пока видимость не улучшится. Однако Эрскин приказал 1-й бригаде подполковника Томаса Сиднея Беквита двигаться вперёд. Вместо того чтобы пересечь Коа позади французов, бригада в тумане сместилась влево, пересекла реку не в том месте и нанесла удар по левому флангу французов. Эрскин, который был очень близоруким и психически неуравновешенным, затем стал осторожничать и дал чёткие указания полковнику Джорджу Драммонду не поддерживать своего товарища по бригаде. В этот момент Эрскин уехал в кавалерийское подразделение, оставив Лёгкую дивизию без командования до конца битвы. Французы перебросили большую часть своего 10-тысячного корпуса против 1500 человек Беквита и отбросили лёгкую пехоту назад. Когда Драммонд услышал приближающиеся звуки битвы, он понял, что солдаты Беквита отступают. Нарушив приказ, Драммонд перевёл свою 2-ю бригаду через Коа и присоединился к Беквиту. Вместе они отбили атаку французов.

### Битва при Фуэнтес-де-Оньоро
В битве при Фуэнтес-де-Оньоро (3 мая 1811 года) 51-я пехотный и 85-я лёгкий пехотный полки вместе с Лёгкой дивизией продемонстрировали, как можно победить французскую кавалерию сочетанием быстрых передвижений, точного оружейного огня и дисциплинированного строя. Во время битвы Лёгкая дивизия была отправлена для усиления 51-го и 85-го полков, которые были пойманы на открытой местности и окружены французской кавалерией. После того, как подошла подмога, все подразделения смогли быстро отступить, преследуемые французской кавалерией. Всякий раз, когда французы приближались, лёгкие пехотинцы, стрелки и касадоры в последний момент быстро строились в каре, отбивая атаки кавалерии. Эта серия быстрых перемещений, в сочетании с чётким и быстрым формированием каре, было зрелищем, которое мало кто считал возможным.

### Осада Сьюдад-Родриго
Дивизия, теперь снова под командованием генерал-майора Роберта Кроуфорда, участвовала в осаде Сьюдад-Родриго (8 января 1812 года), во время которой они штурмовали и взяли редут Гранд-Тесон. Затем 19 января вместе с 3-й дивизией генерал-майора Томаса Пиктона им было приказано штурмовать город. Подразделение Пиктона атаковало большую брешь на северо-западе, в то время как Лёгкая дивизия была направлена на меньшую брешь на севере.
Начавшийся в 7 часов вечера штурм окончился полным успехом, хотя среди погибших были генерал-майоры Генри Макиннон и сам Кроуфорд. Победа была несколько омрачена, когда британские рядовые, несмотря на усилия своих офицеров, основательно разграбили город.

### Битва при Саламанке
После осады Сьюдад-Родриго и смерти Кроуфорда дивизия, теперь под командованием Карла фон Альтена, находилась в качестве резерва во время битвы при Саламанке (22 июля 1812 года) и не принимала особого участия в боевых действиях.

### Битва при Витории
В битве при Витории (21 июня 1813 года) дивизия входила в правую центральную колонну под личным руководством Веллингтона. Веллингтон начал атаку четырьмя колоннами, и после тяжёлых боёв, когда центр противника был сломлен, вся французская оборона рухнула. Около 5 тыс. французских солдат были убиты или ранены, и 3 тыс. были взяты в плен, в то время как союзники потеряли около 5 тыс. убитыми и ранеными. Были также захвачены 152 пушки. Король Жозеф Бонапарт едва избежал плена. Битва привела к краху наполеоновского правления в Испании.

### Битва при Пиренеях
Во время отхода французов через Пиренеи во Францию Лёгкая дивизия участвовала в битве при Пиренеях (25 июля 1813 года) и в битве при Бидасоа (7 октября 1813 года), в ходе которой самые жестокие бои шли в центральном секторе генерал-майора Бертран Клозеля. Бригада Джона Колборна из Лёгкой дивизии начала наступление на редут La Bayonette. Не дожидаясь атаки, французы атаковали под гору и отогнали 95-й стрелковый полк. Внезапное появление 52-го полка резко изменило ситуацию. Следуя за отступающими французами, они с удивительной лёгкостью преодолели редут. Тем временем вторая бригада лёгкой дивизии Джеймса Кемпта и испанская дивизия Франсиско де Лонги атаковали два отрога горы Ларрун для завоевания стратегически важных позиций. На следующий день французы отступили, опасаясь окружения.

### Битва при Нивеле
Битва при Нивеле (10 ноября 1813 года) началась незадолго до рассвета, когда Лёгкая дивизия направилась к плато на вершине Большого Руна (оно защищалось французскими войсками, но те бежали после перестрелки на реке Бидасоа, боясь быть отрезанным от собственной армии). Цель дивизии состояла в том, чтобы захватить три форта, построенных французами. Дивизия спустилась в ущелье перед Малым Руном и получила приказ залечь и ждать приказа атаковать. После сигнала от батареи пушек началось наступление. Впереди шли войска 43-го, 52-го и 95-го полков при поддержке португальских касадоров. Несмотря на то, что это был рискованный шаг и люди были сильно истощены, внезапность атаки и смелость англичан заставили французов бежать в крепости на других холмах.
В то время как 43-й и 95-й сражались с французами на Руне, на плато Муиз ближе к побережью всё ещё оставался сильно укреплённый звездообразный форт. Он был атакован 52-м полком Колборна при поддержке стрелков из 95-го. И здесь французы были застигнуты британцами врасплох. Для французов противник буквально появился из-под земли, и те, рискуя быть отрезанными, сбежали. Колборн завоевал форт и окопы возле него, не потеряв ни одного солдата.

### Битва при Тулузе
Последним событием Пиренейской войны стало сражение при Тулузе (10 апреля 1814 года). Вечером 10 апреля 1814 г. Маршал Сульт получил официальное известие из Парижа, в котором сообщалось, что Наполеон сдался коалиционным силам на севере Франции. Не зная, что делать, генералы Сульта посоветовали ему сдать город, так как подкрепление вряд ли появится. Кроме того, до Тулузы дошли сведения о капитуляции французских армий по всей Франции. Это положило конец Пиренейской войне.
Лёгкая дивизия, которую называли одной из сильнейших дивизий в британской армии в Пиренейской войне, доказала свою доблесть и отвагу в многочисленных битвах, от печально известного отступления в Корунну вплоть до вторжения во Францию в 1814 году и завершения войны в битве при Тулузе.

### Структура во время Пиренейской войны
- Командующие генералы: Роберт Кроуфорд, Уильям Эрскин, Карл фон Альтен
- 1-я бригада
  - 1/43-й (Монмутширская лёгкая пехота) полк
  - 1/95-й стрелковый
  - 3/95-й стрелковый (штаб-квартира и 5 рот)
  - 3-й португальский касадорский полк[18].
- 2-я бригада
  - 1/52-й (Оксфордширский) пехотный полк (лёгкая пехота)
  - 2/95-й стрелковый
  - 1/17-й португальский линейный
  - 2/17-й португальский линейный
  - 1-й португальский касадорский
- Дивизионные войска
  - Отряд Росса, Королевская конная артиллерия
  - Часть 14-го полка лёгких драгунов
  - Часть 16-го полка лёгких драгунов

## Ватерлоо
После отречения Наполеона в 1814 году и его ссылки на остров Эльба Пиренейская армия была расформирована и разделена на части. Однако после побега Наполеона и возвращения его к власти во Франции произошла ещё одна битва.
Формально Лёгкая дивизия (под таким названием) не формировалась для битвы в Ватерлоо, но составлявшие её батальоны лёгкой пехоты, за исключением 1-го батальона из 95-го, который был назначен в 5-ю дивизию, были объединены в 3-ю британскую бригаду, приписанную ко 2-й дивизии. 3-й бригадой командовал генерал-майор Фредерик Адам. Другие бригады были иностранными войсками — 1-я бригада, состоявшая из 4 линейных батальонов КГЛ, и 3-я бригада, состоявшая из четырёх батальонов Ганноверского ландвера (ополчения). Поскольку в британской армии было очень мало лёгких войск, 16 из 21 лёгких пехотных батальонов в армии союзников в Ватерлоо были из не-британских войск. Например, в 3-й британской дивизии было более 2300 лёгких пехотинцев в батальонах КГЛ и ганноверских батальонах.
В конце битвы сэр Джон Колборн вместе с 52-м лёгким пехотным полком зашли в тыл Старой гвардии (являющейся частью французской императорской гвардии), когда те продвигались к британскому центру в последней попытке разгромить Веллингтона. Когда колонна миновала его бригаду, 52-й полк пошёл в бой, выпустив сокрушительный залп по левому флангу егерей и бросившись в штыковую атаку. Вся гвардия была отброшена вниз по склону и начала общее отступление под крики «La Garde recule!» («Гвардия бежит!»).
После неудачной атаки на британский центр французская императорская гвардия устроила последний бой на площадях по обе стороны мызы Бель-Альянс. 3-я (Лёгкая) бригада атаковала площадь, которая была справа (для британцев) от Бель-Альянс; другая площадь была атакована пруссаками. Французы отступили с поля битвы к Франции.

### Структура в Ватерлоо
- 2-я (лёгкая) бригада
  - 52-й (Оксфордширский) пехотный полк (лёгкая пехота) (самый большой батальон при Ватерлоо)[20]
  - 71-й (Горцы Глазго) пехотный полк (лёгкая пехота)
  - 2-й батальон 95-го стрелкового полка
  - Отряд 3-го батальона 95-й стрелкового
- 1-я бригада, Королевский Германский легион
  - 1-й линейный батальон, КГЛ
  - 2-й линейный батальон, КГЛ
  - 3-й линейный батальон, КГЛ
  - 4-й линейный батальон, КГЛ
- 3-я ганноверская бригада
  - Ландверский батальон (Бремерфёрде)
  - Ландверский батальон 2-го герцога Йоркского (Оснабрюк)
  - Ландверский батальон 3-го герцога Йоркского (Квакенбрюк)
  - Ландверский батальон (Зальцгиттер)

## Крымская война
Крымская война (1853—1856 гг.) велась между Российской империей, с одной стороны, и союзом Франции, Великобритании, Сардинии и Османской империи, с другой. Основная часть конфликта произошла на Крымском полуострове; некоторые действия шли в западной Турции и регионе Балтийского моря. Эта война иногда считается первым «современным» военным конфликтом, который «внёс технические изменения, которые повлияли на ход будущих войн».
Лёгкая дивизия была сформирована вновь, но её лишь условно можно считать таковой, поскольку в этот раз в ней не было батальонов лёгкой пехоты. Дивизия участвовала в сражении на Альме в районе реки Альма в Крыму (20 сентября 1854 года), которое обычно считается первой битвой Крымской войны. Англо-французские войска под командованием генерала Сен-Арно и лорда Реглана разбили русскую армию генерала Меншикова, потерявшую около 6 тыс. солдат. Дивизия также участвовала в осаде Севастополя (1854—1855) и Инкерманской битве (5 ноября 1854 года).

### Структура во время Крымской войны
- Командующий: генерал-лейтенант сэр Джордж Броун
- Первая бригада: генерал-майор Уильям Кодрингтон
  - 33-й пехотный полк
  - 23-й Королевский Уэльский полк фузилёров
  - 7-й пехотный полк
- Вторая бригада: генерал-майор сэр Джордж Буллер
  - 77-й (Восточный Мидлсекс) пехотный полк
  - 88-й (Коннахтские Рейнджеры) пехотный полк
  - 19-й (1-й Северный Йоркшир) пехотный полк
- Один отряд Королевской конной артиллерии
- Одна батарея Королевской артиллерии

К концу 19-го века концепция боевых действий в строю пришла в упадок, и различия между лёгкой и тяжёлой пехотой начали исчезать. По сути, вся пехота стала лёгкой. Некоторые полки сохранили старые название и обычаи, но между ними и другими пехотными подразделениями фактически не было никакой разницы.

### Альминское сражение
Британские войска (на левом фланге союзников) были построены в две линии: первая была сформирована Лёгкой Дивизией Джорджа (Брауна) Броуна (левое крыло) и 2-й дивизией Джорджа де Ласи Эванса (правое крыло). Лёгкой Дивизии пришлось идти в наступление на Курганный Холм, на котором был размещён Казанский полк, усиленный двумя редутами — Большим и Малым. Редуты удерживали Владимирский и Углицкий полки, Суздальский полк прикрывал правый фланг. Правый фланг Лёгкой Дивизии смешался с левым флангом 2-й дивизии и порядок в войсках был потерян. Не имея возможности навести порядок в построении, британские офицеры приказали атаковать, как есть. Продолжая подниматься, англичане вышли к Большому Редуту и ворвались в него на плечах отступающих батальонов казанского полка.

## Мировые войны
Во время Первой мировой войны были сформированы две Лёгкие дивизии: 14-я (лёгкая) дивизия (она была первой дивизией, против которой немцы применили огнеметы) и 20-я (лёгкая) дивизия. Обе дивизии воевали на Западном фронте и участвовали в крупных битвах, в том числе во второй битве на Сомме, в битве при Аррасе и битве при Ипре.
Британская армия не формировала Лёгкую дивизию во время Второй мировой войны, за исключением 61-й дивизии, которая кратковременно называлась так в последние месяцы войны. Однако дух Лёгкой дивизии был сохранён в новых пехотных формированиях, таких как коммандос, Парашютный полк и Чиндиты. Все они были легко вооруженными и очень мобильными подразделениями.

## 1968—2007
После Второй мировой войны британская армия имела 14 резервных пехотных подразделений, каждое из которых было обозначено литерой. Пехотное подразделение J в Фарнборо было штаб-квартирой для шести английских полков лёгкой пехоты, а пехотное подразделение О в Винчестере было штаб-квартирой для двух стрелковых полков и полка Мидлсекса.
В 1948 году этим подразделениям были даны названия, и теперь они стали Лёгкой пехотной бригадой и Бригадой зелёных курток.
Затем в 1968 году Лёгкая дивизия была преобразована в Административную дивизию, объединившую в себе Лёгкую пехотную бригаду и Бригаду зелёных курток.
На момент формирования Лёгкая дивизия состояла из семи регулярных пехотных батальонов:
- 1-й, 2-й, 3-й и 4-й батальоны Лёгкого пехотного полка
- 1-й, 2-й и 3-й батальоны Королевского полка зелёных курток

В 1969 году был упразднён 4-й батальон Лёгкого пехотного полка, в то время как в 1992 году в обоих полках было упразднено по батальону.
В 2005 году к Лёгкой дивизии были присоединены два лёгких полка:
- 1-й батальон Девонширского и дорсетского полка
- 1-й батальон Королевского глостерширского, беркширского и уилтширского полка

После этого последовало объединение всех четырёх полков в один большой полк под названием Стрелковый полк в феврале 2007 года. Названия полков, которые сформировали Стрелковый полк, не были сохранены. Поэтому после формирования Стрелкового полка название «Лёгкая дивизия» больше не использовалось.
До этого в 2005 году в составе британской армии появилась 19-я лёгкая бригада, манёвренная легковооружённая бригада, призванная уравновесить баланс тяжёлых и лёгких бригад в британской армии.